# 朱自清旧居
朱自清旧居（亦作朱自清故居）位于中国江苏省扬州市广陵区安乐巷27号，为建于晚清的扬州传统住宅。

## 历史
朱自清6岁时随家人自东海县迁居扬州，共在扬州生活了13年，其文章中也自称“我是扬州人”。此为朱家在扬州其中一处租住地，建筑坐北朝南、大门东向，过门堂后有前后两进，前进由朱家租住，分为堂屋三间、两厢各一间（与堂屋次间相连通）和照屋（下堂房）三间，即三间两厢一对照，现布置有生活场景复原陈列，后进为房东住房，2002年收回并改造为展室，布置有朱自清生平事迹陈列，门堂北侧另有客座两间自成一院。旧居现为各地朱自清住所中保存最完好的一处，1992年修缮后作为纪念馆对外开放，匾额由江泽民题写。
七七事变后，朱自清长子朱迈先任中共扬州特支书记，故江泽民常随江上青、江树峰到此处聚会。